# Przymierze Prawicy
Przymierze Prawicy – polska konserwatywna partia polityczna, działająca od 26 marca 2001 do 2 czerwca 2002.

## Historia
Przymierze Prawicy zostało założone przez polityków Stronnictwa Konserwatywno-Ludowego niepopierających decyzji o wyjściu SKL z Akcji Wyborczej Solidarność i zawiązaniu porozumienia z Platformą Obywatelską (m.in. Mirosław Styczeń, Kazimierz Michał Ujazdowski, Wiesław Walendziak), secesjonistów z ZChN (m.in. Marek Jurek, Kazimierz Marcinkiewicz, Marian Piłka) oraz działaczy Ligi Republikańskiej (m.in. Mariusz Kamiński). Siedmiu wymienionych polityków tworzyło do grudnia 2001 tymczasowe kierownictwo PP. Inspiracją dla założycieli ugrupowania był Ruch Młodej Polski.
Powołany został zespół parlamentarny Przymierza Prawicy wewnątrz AWS, jego przewodniczącym był Tadeusz Cymański. Pierwsza konwencja PP odbyła się 21 kwietnia 2001. Zespół parlamentarny PP liczył ostatecznie 18 posłów (m.in. członka Stronnictwa Pracy) i 3 senatorów. 23 maja 2001 partia podpisała porozumienie o współpracy z Prawem i Sprawiedliwością. W lipcu 2001 posłowie Przymierza Prawicy (z wyjątkiem Jana Marii Jackowskiego, Stefana Niesiołowskiego i Tomasza Szyszki, którzy opuścili PP) odeszli z AWS (wycofując także ministra kultury i dziedzictwa narodowego Kazimierza Michała Ujazdowskiego oraz ministra łączności Tomasza Szyszkę z rządu) i współtworzyli klub poselski PiS (stanowili zdecydowaną większość jego członków). W wyborach parlamentarnych w tym samym roku działacze Przymierza Prawicy startowali z list komitetu wyborczego PiS. Mandaty poselskie w Sejmie IV kadencji uzyskało 17 przedstawicieli PP.
9 grudnia 2001 w Warszawie odbył się I zjazd partii. Na prezesa PP wybrany został Kazimierz Michał Ujazdowski, zaś na przewodniczącego rady politycznej Marek Jurek. Wiceprezesami partii zostali Mariusz Kamiński, Marian Piłka oraz Wiesław Walendziak. W skład zarządu krajowego weszli też m.in. Michał Kamiński, Piotr Krzywicki, Kazimierz Marcinkiewicz, Krzysztof Mikuła, Jerzy Polaczek, Grzegorz Schreiber, Mirosław Styczeń i Artur Zawisza.
2 czerwca 2002 Przymierze Prawicy zjednoczyło się z PiS i zakończyło samodzielną działalność (do PiS przystąpiło jednak jedynie około 800 z około 2200 członków PP, by dotychczasowi członkowie PiS wraz z wstępującymi wówczas do partii działaczami komitetów PiS posiadali przewagę liczebną w partii). Do 2009 działacze wywodzący się z PP mieli zagwarantowany statutowo udział we władzach PiS (wiceprezesami PiS po wejściu PP do tej partii zgodnie z tym zapisem byli w latach 2002–2007 Kazimierz Michał Ujazdowski i Marek Jurek oraz, w miejsce Marka Jurka, w 2007 Paweł Zalewski). W 2007 część dawnych członków PP na czele z Markiem Jurkiem utworzyła partię Prawica Rzeczypospolitej. W latach 2008–2010 inna część dawnego środowiska Przymierza Prawicy tworzyła początkowo Ruch Obywatelski „Polska XXI”, a następnie partię Polska Plus (której większość działaczy powróciła do PiS).